# Kalmahalli, Nanjangud
Kalmahalli là một làng thuộc tehsil Nanjangud, huyện Mysore, bang Karnataka, Ấn Độ.